# Konzulat Republike Slovenije v Kijevu
Konzulat Republike Slovenije v Kijevu je diplomatsko-konzularno predstavništvo (konzulat) Republike Slovenije s sedežem v Kijevu (Ukrajina); spada pod okrilje Veleposlaništvu Republike Slovenije v Ukrajini.
Trenutni častni konzul je ga. Maya Martynenko.